# Iñaki Aizpuru Zubitur
Iñaki Aizpuru Zubitur (Leitza, 1946 -) és un director de cinema, guionista i fotògraf basc.

## Biografia
Tot i que va acabar els seus estudis d'Enginyeria Tècnica Industrial, l'any 1976 va començar a treballar com a corresponsal de Visnews, una agència de notícies britànica, així com col·laborador de Televisión Española. D'altra banda, ha realitzat diversos reportatges per a canals de televisió com BBC i NBC. Des de l'any 1986, és director i gerent de l'Escola de Cinema i Vídeo d'Andoain (ESCIVI).
El 2004 també va ser el productor del llargmetratge Amnesiak.

## Filmografia

### Com a director
- Barrenen (1984)
- Erreporteroak (1983)
- Konstituzio giroa (1979)
- Aberri Eguna 78 (1978)
- A Martintxo (1978)
- Txerri hilketa (1978)

### Guionista
- Barrenen (1984)
- Erreporteroak (1983)
- Konstituzio giroa (1979)
- Aberri Eguna 78 (1978)
- A Martintxo (1978)
- Txerri hilketa (1978)

### Director de fotografia
- España, una fiesta (1985)
- Erreporteroak (1983)
- Konstituzio giroa (1979)
- Aberri Eguna 78 (1978)
- A Martintxo (1978)
- Txerri hilketa (1978)